# Haus Eleonore
Das Haus Eleonore in der Dieburger Straße 61 ist ein Bauwerk in Darmstadt.

## Geschichte und Beschreibung
Die vornehme zweigeschossige Villa wurde im Jahre 1888 erbaut. Stilistisch gehört die Villa zum Historismus.
Zurückhaltendes, Renaissance und Barock zitierendes Dekor betont die Fenster und Gebäudekanten. Aufwändiger gestaltet war der im Jahre 1944 bei einem Luftangriff beschädigte Zwerchhausgiebel.
Im Innern der Villa befindet sich eine gut erhaltene, aufwändige Ausstattung mit Stuck und Supraporten.

## Varia
Die Hanglage der Villa erforderte den Bau einer mächtigen Stützmauer in Bruchstein; hier befindet sich auch der Zugang zu einem langgestreckten, hallenartigen Felsenkeller aus der Zeit vor dem Jahr 1850.

## Denkmalschutz
Die Villa ist ein typisches Beispiel für den historisierenden Baustil in der zweiten Hälfte des 19. Jahrhunderts in Darmstadt.
Aus architektonischen und stadtgeschichtlichen Gründen ist die Villa ein Kulturdenkmal.